# Nikolaj Petrovič Rezanov
Nikolaj Petrovič Rezanov (in russo Николай Петрович Резанов?; San Pietroburgo, 28 marzo 1764 – Krasnojarsk, 8 marzo 1807) è stato un politico ed esploratore russo.
In particolare come statista promosse il progetto di colonizzazione di Alaska e California da parte della Russia. Era uno dei dieci baroni dell'impero russo e in quanto tale fu il primo ambasciatore russo in Giappone (1804), nonché il promotore del primo tentativo russo di circumnavigazione del globo guidato da Adam Johann von Krusenstern (1803), comandando lui stesso la spedizione fino alla penisola della Kamčatka. È stato anche l'autore di un lessico della lingua giapponese e di parecchie altre opere, che sono conservate nella biblioteca della Accademia delle Scienze di San Pietroburgo, di cui era membro.
Ma la grande opera di Rezanov per molti anni dopo la sua morte fu la grande Compagnia russo-americana delle pellicce; l'interesse della sua figura per gli storici si incentra attorno alla politica alla base di questa impresa, che, vanificata dalla sua morte improvvisa, avrebbe cambiato i destini di Russia e Stati Uniti.

## La Compagnia russo-americana

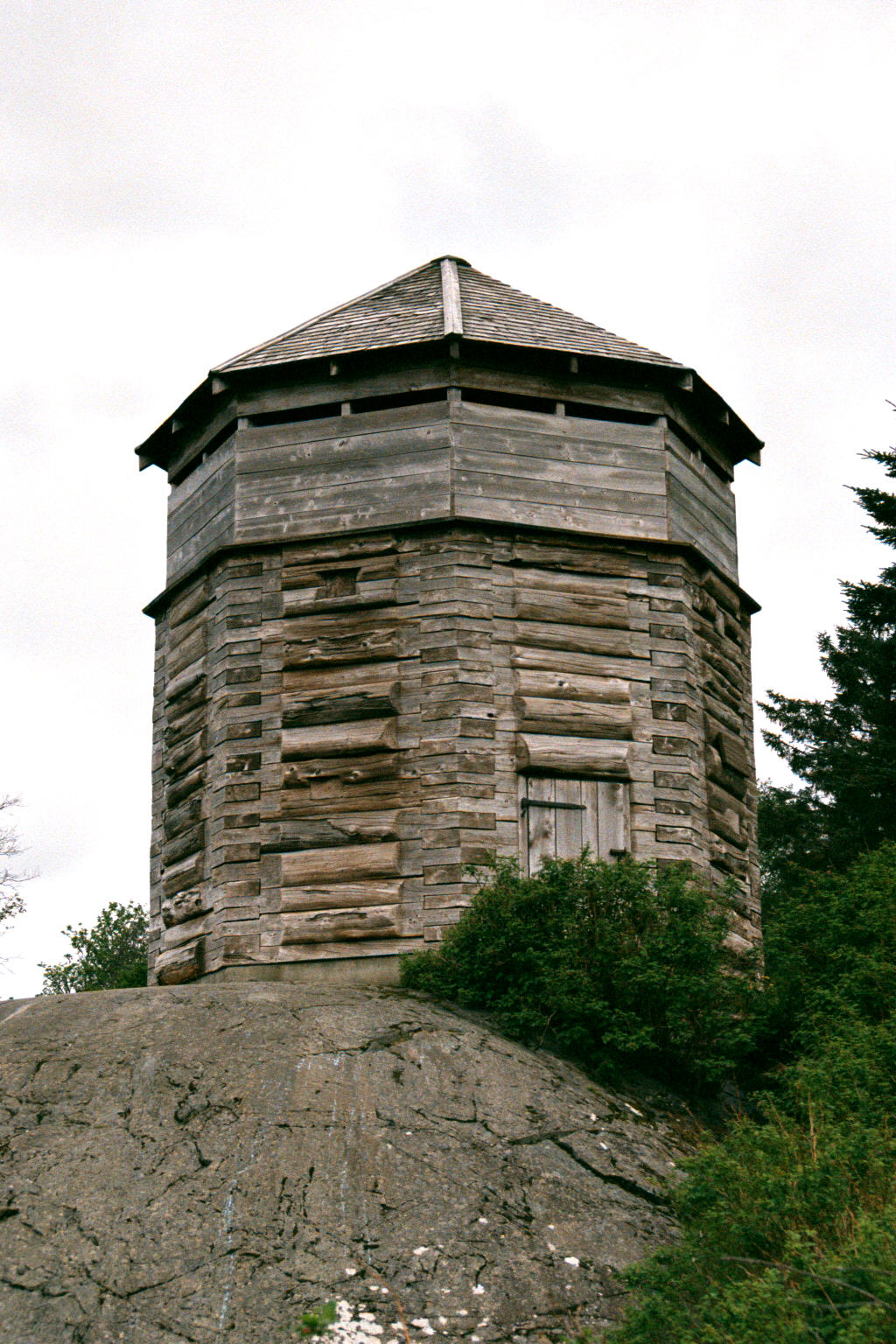
Il Fortino russo n. 1 (una delle tre torri di guardia che proteggevano le mura della palizzata a Nuova Arcangelo) ricostruito dal Servizio dei Parchi Nazionali nel 1962.

Rezanov nacque a San Pietroburgo il 28 marzo del 1764. All'età di 14 anni, padroneggiava già cinque lingue. Nel 1791, entrò nella squadra di Gavriil Deržavin che svolgeva allora la funzione di segretario privato dell'Imperatrice. Parecchi anni prima, in seguito all'incontro con Grigorij Šelichov, della Compagnia delle pellicce Šelichov-Golikov, Rezanov aveva iniziato a interessarsi al progetto commerciale di ottenere un monopolio del commercio di pellicce in quelle lontane terre. Consapevole delle proprie capacità latenti, e ormai stanco dei piaceri di una corte dissoluta, divenne socio della compagnia, e rapidamente si trasformò in un brillante e instancabile uomo d'affari. Alla morte di Šelichov nel 1795, divenne lo spirito guida delle compagnie ricche e amalgamate ma tormentate, e riuscì a ottenere per sé stesso e i suoi soci privilegi analoghi a quelli concessi dalla Gran Bretagna alla Compagnia delle Indie.

## Missione in California
Alla fine di un inverno a Nuova Arcangelo (la sede centrale della compagnia), durante il quale era quasi morto di fame con gli altri, Rezanov comprò una nave da un capitano yankee e salpò per gli insediamenti spagnoli in California, con il proposito di scambiare il suo allettante carico di merci americane e russe con generi alimentari e di stipulare un trattato in base alle cui condizioni le sue colonie avrebbero dovuto essere approvvigionate due volte l'anno con i ricchi prodotti della Nuova Spagna. Gettò l'ancora nel porto di San Francisco ai primi di aprile del 1806, dopo un viaggio tempestoso che aveva sconfitto il suo intento di prendere possesso del fiume Columbia in nome della Russia.
Sebbene fosse ricevuto con grande cortesia e intrattenuto notte e giorno dai Californiani, non si perse tempo a informarlo che le leggi della Spagna proibivano alle sue colonie di commerciare con potenze straniere e che il governatore di tutte le Californie era incorruttibile. Se non fosse stato per una storia d'amore con Concepción Argüello, la figlia del comandante di San Francisco, Don José Darío Argüello, e per i suoi modi personali e la sua abilità diplomatica, con cui conquistò il clero alla sua causa, Rezanov avrebbe fallito di nuovo.
Come fu, quando Rezanov salpò per Nuova Arcangelo sei settimane dopo il suo arrivo in California, la stiva della Juno era piena di pane e carne secca, lui aveva la promessa del perplesso governatore di trasmettere subito una copia del trattato in Spagna e in più si era fidanzato con la più bella ragazza della California. Poco dopo il suo arrivo a Nuova Arcangelo, proseguì via acqua verso la Kamčatka, dove spedì le sue navi a strappare al Giappone l'isola di Sachalin, del gruppo meridionale delle Curili, poi partì via terra per San Pietroburgo per ottenere la firma dello zar al trattato, e anche lettere personali per il papa e il re di Spagna affinché potesse chiedere la dispensa e il consenso reale necessari per il suo matrimonio.
Il viaggio di ritorno fu talmente duro che Rezanov morì di febbre e sfinimento a Krasnojarsk, in Siberia, l'8 marzo 1807.

## Valutazione
Il trattato con la California, il cui mero suggerimento causò un tale scompiglio in Nuova Spagna, era il minore dei progetti di Rezanov. Esso era concepito in modo sincero, perché egli era profondamente e umanamente preoccupato per il benessere dei suoi dipendenti e degli infelici nativi che erano poco più che gli schiavi della compagnia; ma la stessa ovvietà del piano sollevò necessariamente molta polvere.
La corrispondenza di Rezanov con la compagnia tradisce uno scopo chiaramente definito di annettere alla Russia l'intera costa occidentale del Nord America ed incoraggiare un'immediata emigrazione su larga scala dal paese d'origine. Se fosse vissuto, tutto considerato, vi sono pochi dubbi che avrebbe realizzato il suo obiettivo. Il trattato non fu mai firmato, le riforme di Rezanov morirono per lo scoraggiamento, le fortune delle colonie gradualmente crollarono, e la ragazza spagnola che aveva amato Rezanov si fece suora.
Nel 1979, il compositore Aleksej Rybnikov e il poeta Andrej Voznesenskij scrissero una delle prime opere rock russe, scegliendo come soggetto la storia d'amore di Rezanov e Concepción e dando all'opera il nome di due delle navi di Rezanov, Giunone e Avos. La produzione originale ha goduto di immenso successo al Teatro Lenkom nel corso di 25 anni, e viene ancora rappresentata con il pubblico che si alza ad applaudire nel 2007. Il Rezanov originale del 1979-2005, Nikolai Karachenzov, rimase gravemente ferito in un incidente automobilistico nel 2005, ed è stato sostituito nella produzione da Dmitry Pevzov e Viktor Rakov.